# Liste der Pfarren im Stadtdekanat 16 (Erzdiözese Wien)
Das Stadtdekanat 16 ist ein Dekanat im Vikariat Wien Stadt der römisch-katholischen Erzdiözese Wien.
Es umfasst sechs Pfarren im 16. Wiener Gemeindebezirk Ottakring mit 31.613 Katholiken (Stand 2004). Die Flötzersteig-Kirche der Pfarre Starchant befindet sich im 14. Wiener Gemeindebezirk Penzing.

## Pfarren mit Kirchengebäuden und Kapellen
- Ink.: Inkorporation

| Pfarre       | Seelsorgeraum | Ink.             | Seit | Patrozinium                 | Kirchengebäude und Kapellen |                                                       |
| ------------ | ------------- | ---------------- | ---- | --------------------------- | --- | ----------------------------------------------------- |
| Altottakring |               |                  | 1468 | Erhöhung des hl. Kreuzes    | Pfarrkirche: Alt-Ottakringer Pfarrkirche Kamilluskirche im Wilhelminenspital, Kapelle zur Allerheiligsten Dreifaltigkeit im Haus der Barmherzigkeit Ottakring | Alt-Ottakringer Pfarrkirche                           |
| Maria Namen  | Ottakring Ost |                  | 1939 | Mariä Namen                 | Pfarrkirche: Pfarrkirche Maria Namen Kapelle im Rupert-Mayer-Haus der Caritas                                                                                 | Pfarrkirche Maria Namen                               |
| Neuottakring | Ottakring Ost |                  | 1898 | Zur Hl. Familie             | Pfarrkirche: Neuottakringer Kirche | Neuottakringer Kirche                                 |
| Sandleiten   |               |                  | 1939 | St. Josef                   | Pfarrkirche: Pfarrkirche Sandleiten St. Josef | Pfarrkirche Sandleiten St. Josef                      |
| Schmelz      | Ottakring Ost | Dehonianer (SCJ) | 1930 | Zum Hl. Geist               | Pfarrkirche: Heilig-Geist-Kirche | Heilig-Geist-Kirche                                   |
| Starchant    |               |                  | 1939 | St. Theresia vom Kinde Jesu | Pfarrkirche: Wallfahrtskirche zur Heiligen Theresia vom Kinde Jesu Flötzersteig-Kirche, Kapelle im Benediktinerinnenpriorat der Anbetung                      | Wallfahrtskirche zur Heiligen Theresia vom Kinde Jesu |

Zur ehemaligen Pfarre Neulerchenfeld (1761–2013) siehe Neulerchenfelder Pfarrkirche.

### Diözesaner Entwicklungsprozess
Am 29. November 2015 wurden für alle Pfarren der Erzdiözese Wien Entwicklungsräume definiert. Die Pfarren sollen in den Entwicklungsräumen stärker zusammenarbeiten, Pfarrverbände oder Seelsorgeräume bilden. Am Ende des Prozesses sollen aus den Entwicklungsräumen neue Pfarren entstehen. Im Stadtdekanat 16 wurden folgende Entwicklungsräume festgelegt:
- Maria Namen, Neuottakring und Schmelz
- Altottakring, Sandleiten und Starchant